# Silkeborg Amt
Silkeborg Amt blev oprettet i 1662 af det tidligere Silkeborg Len. Det omfattede følgende herreder:
- Vrads
- Gjern (kun den vestlige del)
- Lysgård
- Hids

Amtet blev først administreret fra Silkeborg Slot, derefter fra Silkeborg Hovedgård. Amtet blev nedlagt ved reformen af 1793. Hids og Lysgård herreder indgik herefter i Viborg Amt. Gjern herred indgik i Århus Amt og Vrads herred i Ringkøbing Amt. I 1821 blev Vrads herred overført til Århus Amt og i 1824 indgik Gjern og Vrads herreder i det nye Skanderborg Amt.

## Amtmænd
- 1776 – 1789: Friedrich von Buchwald
- 1789 – 1793: Ditlev von Pentz